# Tim Allen
Timothy Alan Dick (sinh ngày 13/6/1953, nghệ danh Tim Allen) là nam diễn viên, nghệ sĩ hài người Mỹ. Ông được biết đến qua vai lồng tiếng Buzz Lightyear trong sê-ri Toy Story từ năm 1995.

## Thời thơ ấu
Allen sinh ra tại thành phố Denver, bang Colorado. Ông là con trai của bà Martha Katherine (nhũ danh: Fox), một người việc trong dịch vụ cộng đồng, và ông Gerald M. Dick, một nhân viên môi giới bất động sản. Cha ông mất khi ông 11 tuổi. Hai năm sau, mẹ ông kết hôn với người yêu cũ thời cấp III, làm doanh nhân.